# St. Olavs Hospital
St. Olavs Hospital (officielt St. Olavs Hospital, Universitetssykehuset i Trondheim og tidligere Regionsykehuset i Trondheim) er et af det største helseforetagender i Norge. Det er en sammenslutning af alle sygehuse i Sør-Trøndelag og størstedelen af hospitalet er samlet på Øya i Trondheim. Hospitalet ejes af Helse Midt-Norge som igen ejes af den norske stat. Udover bygninger på Øya består St. Olavs Hospital af Røros Sykehus, Orkdal Sjukehus, to psykiatriske sygehuse (Østmarka og Brøset), tre distriktsygehuse (Orkdal, Nidaros og Tiller), børne- og ungdomspsykiatrisk klinik, psyikiatrisk ungdomsteam, habiliteringstjenesten for voksne og en række andre psykiatriske klinikker.
Hospitalet varetager også en del nationale højt specialiserede funktioner. Det har et tæt samarbejde med Norges teknisk-naturvitenskapelige universitet inden for forskning og uddannelse af læger. Det er opkaldt efter Olav II, der også kendes under navnet St. Olav.
St. Olav Hospital udførte 274.441 somatiske og 88.692 psykiatriske consultationer i 2005 og havde havde 8.691 ansatte og et budget på 5,1 milliarder NOK.